# Torbern Bergman
Torbern Olof Bergman (KVO) (født 20. marts 1735, død 8. juli 1784) var en svensk kemiker og mineralog, kendt for en afhandling fra 1775 indeholdende de største tabeller over kemisk affinitet, der nogensinde er blevet udgivet. Bergman blev den første kemiker til at bruge notationssystemet med A, B, C, etc. til kemiske arter.
Månekrateret Bergman er opkaldt efter ham.
- Opuscula physica et chemica, 1779